# Octomeria truncicola
Octomeria truncicola är en orkidéart som beskrevs av João Barbosa Rodrigues. Octomeria truncicola ingår i släktet Octomeria och familjen orkidéer. Inga underarter finns listade i Catalogue of Life.

## Bildgalleri

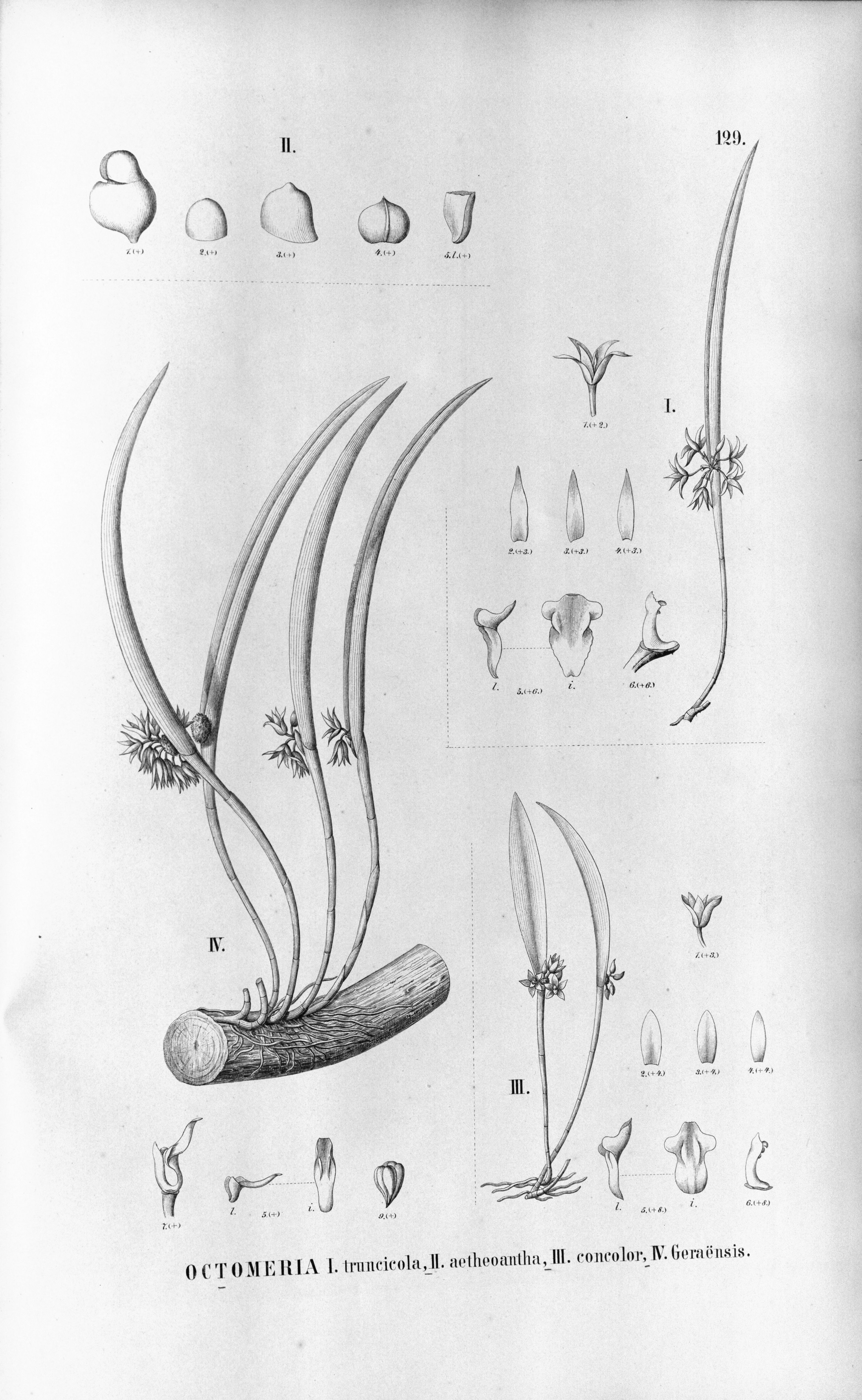
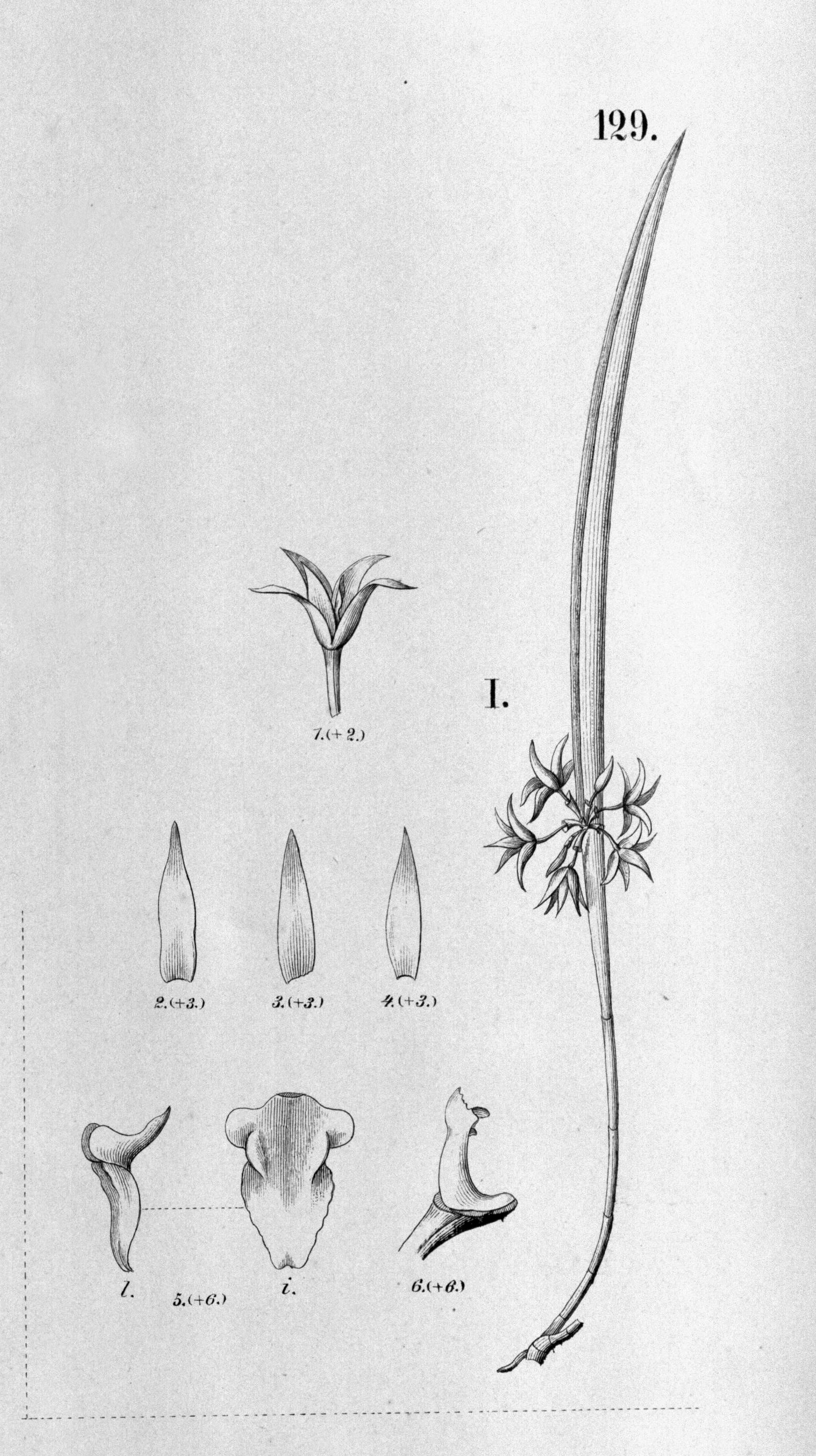